# 金沢市歌
「金沢市歌」（かなざわしか）は、日本の石川県金沢市が制定した市歌である。作詞・鴻巣盛広、作曲・金沢市唱歌研究会。

## 解説
1923年（大正12年）に第1回金沢市祭（現在の金沢百万石まつりの前身）開催を記念し、国文学者で旧制第四高等学校教諭の鴻巣盛広に作詞を依頼して作られた。作曲者は石川師範学校の音楽教諭であった大西安西が主宰し、市内小学校の音楽教諭らで組織されていた金沢市唱歌研究会の名義とされている。
5月30日付で制定され、市祭の提灯行列に合わせて演奏が行われる慣例は戦後の百万石まつりにも引き継がれている。1949年（昭和24年）には市制60周年と金沢市役所の新都市建設計画策定を記念して新たに「金沢市民の歌」が作られたが、代替わりではなく新旧の2曲が並立する形となり現在に至っている。2019年（平成31年）2月12日からは、北鉄金沢駅で金沢市立工業高等学校の生徒が編曲した「金沢市歌」の発車メロディが内灘駅の「内灘町歌」と合わせて採用された。

## 歌詞
「金沢市歌」は歌詞・旋律とも著作権の保護期間を満了し、パブリックドメインとなっている。